# Associazione Sportiva Libertas Trieste 1948-1949
Questa voce raccoglie le informazioni riguardanti l'Associazione Sportiva Libertas Trieste nelle competizioni ufficiali della stagione 1948-1949.

## Rosa
| N. |                   | Ruolo | Calciatore        |
| -- | ----------------- | ----- | ----------------- |
|    | Italia (bandiera) | D     | A. Alzetta        |
|    | Italia (bandiera) | D     | D. Antonini       |
|    | Italia (bandiera) | A     | Gerardo Bernard   |
|    | Italia (bandiera) | C     | Fabio Brandolisio |
|    | Italia (bandiera) | C     | L. Bubola         |
|    | Italia (bandiera) | C     | A. Comisso        |
|    | Italia (bandiera) | A     | A. Gordini        |
|    | Italia (bandiera) | C     | A. Helmersen      |

| N. |                   | Ruolo | Calciatore     |
| -- | ----------------- | ----- | -------------- |
|    | Italia (bandiera) | D     | R. Locchi      |
|    | Italia (bandiera) | A     | Giuseppe Persi |
|    | Italia (bandiera) | C     | G. Poropat     |
|    | Italia (bandiera) | P     | F. Potasso     |
|    | Italia (bandiera) | C     | P. Silli       |
|    | Italia (bandiera) | A     | G. Ulcigrai    |
|    | Italia (bandiera) | A     | M. Urbani      |